# (758) Mancunia
(758) Mancunia es un asteroide que forma parte del cinturón de asteroides y fue descubierto el 18 de mayo de 1912 por Harry Edwin Wood desde el observatorio Union de Johannesburgo, República Sudaficana.

## Designación y nombre
Mancunia recibió al principio la designación de 1912 PE.
Posteriormente se nombró por el nombre en latín de la ciudad inglesa de Mánchester.

## Características orbitales
Mancunia orbita a una distancia media del Sol de 3,188 ua, pudiendo acercarse hasta 2,705 ua. Su excentricidad es 0,1514 y la inclinación orbital 5,611°. Emplea 2079 días en completar una órbita alrededor del Sol.